# Niet-innocente ligand
Een niet-innocente ligand in een metaal-complex is een ligand waarvan de oxidatietoestand niet op voorhand vastligt. In redoxreacties van complexen met metalen die meerdere valenties kunnen aannemen zal tijdens deze reactie meestal het metaal-ion van oxidatietoestand wisselen. In het geval van een niet-innocent ligand is het juist de ligand die elektronen opneemt of afstaat.
Het begrip niet-innocente ligand gaat ervan uit dat bij de redox-reactie van een metaal-complex ofwel de oxidatietoestand van het metaal, ofwel die van de ligand verandert. Hoewel het een versimpeling is van de werkelijke situatie, levert het wel een werkbaar concept op.
C.K. Jørgensen is de eerste geweest die liganden verdeelde in innocent en suspect. Het laatste begrip wordt hier als niet-innocent aangeduid. Liganden worden als innocent beschouwd als ze het mogelijk maken de oxidatietoestand van het metaal-ion eenduidig te bepalen. Het eenvoudigste geval van een suspect of niet-innocent ligand is nitrosyl {\displaystyle {\ce {(\ NO\ )}}}.
In het algemeen geldt dat complexen met niet-innocente liganden absoluut gezien relatief lage redox-potentialen vertonen. 

## Redoxreacties van complexen met innocente en niet-innocente liganden

### Innocent
De klassieke benadering van redoxreacties van coördinatie-verbindingen ging uit van het oxideren of reduceren van het metallische centrum ervan. Zo wordt de reductie van permanganaat naar manganaat beschreven als het reduceren van mangaan(VII) naar mangaan(VI):
{\displaystyle {\ce {[Mn^{(+7)}O4]^{-}\ +\ e^{-}\ \longrightarrow \ [Mn^{(+6)}O4]^{2-}}}}
Voor de oxide-liganden verandert de oxidatie-toestand niet, deze blijft (-2). Zuurstof is hier een innocente ligand.  Een ander voorbeeld wordt gevormd door het Hexamminekobalt(III)-complex als dat gereduceerd wordt tot het kobalt(II)-complex:
{\displaystyle {\ce {[Co(NH3)6]^{3+}\ +\ e^{-}\ \longrightarrow \ [Co(NH3)6]^{2+}}}}
In deze omzetting is ammonia een innocente ligand.
Een ander voorbeeld van een innocente ligand is cyanide in het redoxkoppel geel en rood bloedloogzout. In Elektrochemie voor MBO wordt aangetoond dat de complexvorming wel effect heeft op de onderlinge verhouding van de concentraties, maar niet op de redoxpotentiaal van het onderliggende ijzer(II)/ijzer(III)-koppel.

### Niet-innocent
Een voorbeeld van niet-innocent ligand-gedrag treedt op in nikkelbis(stilbeendithiolaat) (zie hieronder, figuur 1). In zijn neutrale vorm heeft de ligand, zonder gebonden te zijn aan nikkel, op elk zwavel-atoom nog een waterstof-atoom. Deze ontbreken in het complex, dus de lading van de ligand in het complex is 2 min (2 liganden elk -2, nikkel is +2). Net als de andere nd8-complexen (complexen waarbij het metaal-ion 8 elektronen in de 3d-schil heeft) kunnen er drie oxidatie-niveau's voor het complex onderscheiden worden: z = -2, -1 en 0. Als de ligand steeds, zoals bij de klassieke benadering van complexen gebruikelijk is, zijn lading behoudt, moet het centrale nikkel-ion hiervoor de formele oxidatietoestanden van +2 tot +4 doorlopen.
De (spectroscopisch) experimentele gegevens wijzen echter uit dat de elektronensituatie rond nikkel niet echt wijzigt. Het stilbeendithiolaat gedraagt zich als een redox niet-innocente ligand. De oxidatie vindt vooral plaats in de ligand, en niet op het metaal. Hierbij ontstaan ligand-radicaalcomplexen. Het neutrale complex, in figuur 1 de meest rechtse structuur, vertoont eigenschappen van een singlet diradicaal, waardoor dit beter beschreven wordt als een complex van {\displaystyle {\ce {Ni2+}}} met het radicaal anion {\displaystyle {\ce {S2C2(C6H5)2^{\bullet -}}}}. Het diamagnetisme van het complex wordt toegeschreven aan de interactie tussen de twee ongepaarde elektronen in de liganden.
Een ander voorbeeld van niet-innocente liganden treedt op in de diamidofenylcomplexen van koper.

## Typische niet-innocente liganden
- Eenvoudige liganden:
  - Nitrosyl {\displaystyle {\ce {(\ NO\ )}}} kan op twee totaal verschillende manieren aan metalen binden:
    - op een gehoekte manier waarbij stikstofoxide als pseudohalogeen {\displaystyle {\ce {NO^{-}}}} aan het metaal gekoppeld is en
    - op een lineaire manier, waarbij het zich als {\displaystyle {\ce {NO+}}} gedraagt.

  - Dizuurstof[6]
  - als het superoxide-ion {\displaystyle {\ce {O2^{-}}}}
  - als het peroxide-ion {\displaystyle {\ce {O2^{2-}}}} of {\displaystyle {\ce {O2H^{-}}}}
- Liganden met een uitgebreid, gedelokaliseerd π-systeem zoals porfyrines, ftalocyanines, corrolen[7] en liganden met de algemene formule {\displaystyle {\ce {[D-CR=CR-D]^{n{-}}}}} (met D = O, S, NR' en R, R' = alkyl of aryl, de groepen R kunnen ook met de dubbele band tussen de koolstofatomen een aromatische ring vormen) zijn vaak niet-innocent, terwijl de algemene structuur {\displaystyle {\ce {[D-CR=CR-CR=D]^{-}}}} meestal aanleiding geeft tot innocente liganden. Voorbeelden in deze laatste groep zijn: acetylaceton, salen-liganden en de van die stamverbindingen afgeleide stoffen.
  - Catecholaten en verwante vicinale dioxo-verbindingen.[8]
  - Dithiolenen, zoals maleonitrildithiolaat of het in figuur 1 weergegeven stilbeendithiolaat.
  - 1,2-di-imines zoals derivaten van o-fenyleendiamine (salen), 2,2'-bipyridine (PyPy) en dimethylglyoxime.  Het complex {\displaystyle {\ce {Cr(PyPy)3}}} is een {\displaystyle {\ce {Cr^{3+}}}}-complex met 3 bipyridine-liganden.  Bipyridine gedraagt zich niet altijd als een niet-innocente ligand: de één-elektron-oxidatie van {\displaystyle {\ce {Ru(PyPy)3Cl}}} betreft een oxidatie van ruthenium en de bipyridine-liganden gedragen zich in dat geval innocent.
  - In liganden met ferroceen-derivaten, gebruikt in katalysatoren, kunnen redox-reacties optreden in het ferroceen-deel van de katalysator in plaats van in het katalytische actieve centrum.[9]
  - pyridine-2,6-diimine liganden ( Zie figuur 2) kunnen zowel één- als twee-elektron-reducties ondergaan.[10][11][12]

## Redox niet-innocente liganden in biologie en homogene katalyse
In een aantal enzymatische redoxreacties zijn  niet-innocente cofactoren betrokken bij de redox-eiegenschappen van metallo-enzymen. De meeste in de natuur voorkomende redox-reacties hebben betrekking op innocente liganden, zoals bijvoorbeeld ferredoxine, waarbij de redox in een {\displaystyle {\ce {Fe4S4}}}-cluster plaatsvindt. De extra reductie-mogelijkheden die niet-innocente liganden bieden worden toegepast in het sturen van homogene katalytische processen.

### Heem
Heemverbindingen met op porfyrine gebaseerde liganden kunnen zowel niet-innocent (wisseling tussen -1 en -2) als innocent (-2) zijn. In de enzymen cytochroom P450 en chloroperoxidase ondersteund de oxidatie, met name in de vorming van "compound I", een {\displaystyle {\ce {Fe^{4+}}}}-verbinding met een éénwaardig radicaal-aninion als ligand. In de figuur hiernaast is een en ander weergegeven voor de omzetting van koolwaterstoffen in alkanolen. In andere heem-achtige liganden, bijvoorbeeld myoglobine gedraagt de ligand zich innocent.

### Galactose-oxidase
Galactose-oxidase (GOase) een enzym dat voorkomt in bepaalde soorten schimmels, zet de eindstandige {\displaystyle {\ce {-CH2OH}}}-groep van galactose (en andere primaire alkanolen) om in de overeenkomstige aldehyde-functie. Als katalysator komt GOase netto onveranderd door de cyclus. Het enzym is een voorbeeld van een niet-innocente ligand.
GOase oxideert met behulp van O2 primaire alkanolen naar aldehydes.  In het actieve centrum van GOase is een tyrosyl-residu coördinatief gekoppeld aan een {\displaystyle {\ce {Cu^{2+}}}}-ion. In de snelheidsbepalende stap van de cyclus wordt de alkanol gedeprotoneerd door een in het enzym aanwezige Brønsted-base, waarna het zuurstofatoom van het tyrosinyl-radicaal een waterstof-atoom ontrekt aan het via coörfdinatie gekoppelde alkoxide-substraat. De oxidatie betreft 2 elektronen, maar deze worden verdeeld over:
- het koper-ion: {\displaystyle {\ce {Cu^{2+}\ +\ e^{-}\ \longrightarrow \ Cu^{+}}}}
- in de overdracht van het waterstof-atoom naar het tyrosinyl-radicaal wordt een netto neutraal waterstof-radicaal overgedragen.

De radicaal-overdracht is een snelle reactie. Anti-ferromagnetische koppeling tussen de ongepaarde spins op het tyrosinyl-radicaal en die op d9 CuII geeft aanleiding tot een diamagnetische grondtoestand, wat in overeenstemming is met modellen.